# Корницький Петро Іванович
Петро Іванович Корницький (1907, місто Київ — 23 липня 1978, місто Київ) — український радянський партійний діяч, 1-й секретар Сімферопольського міського комітету КПУ. Депутат Верховної Ради УРСР 5-го скликання.

## Біографія
З п'ятнадцятирічного віку працював на виробництві. Був учнем слюсаря київського заводу «Червоний екскаватор», слюсарем та інструктором школи фабрично-заводського учнівства (ФЗУ) київського заводу «Більшовик».
Член ВКП(б) з 1930 року.
У 1935 році закінчив Київський політехнічний інститут, здобув спеціальність інженера-механіка.
У 1935—1941 роках — начальник дільниці, начальник ряду цехів київського заводу «Більшовик». Двічі обирався секретарем заводського партійного комітету.
У 1941 — листопаді 1943 року — в евакуації в місті Свердловську, РРФСР. Працював начальником відділу, головним технологом, заступником директора евакуйованого заводу «Більшовик». У 1943 році обирався 2-м секретарем Жовтневого районного комітету ВКП(б) міста Свердловська.
У листопаді 1943 — лютому 1948 року — 1-й секретар Кагановичського (потім — Московського) районного комітету КП(б)У міста Києва.
У лютому — грудні 1948 року — секретар Київського міського комітету КП(б)У по кадрах.
У грудні 1948 — січні 1952 року — 2-й секретар Київського міського комітету КП(б)У.
З 27 січня по серпень 1952 року — 1-й секретар Полтавського міського комітету КПУ.
У січні — квітні 1954 року — інспектор ЦК КПУ.
У березні (затв. у травні) 1954 — жовтні 1961 року — 1-й секретар Сімферопольського міського комітету КПУ.
У 1961—1962 роках — директор Сімферопольського ливарно-механічного заводу (потім — «Фіолент») Міністерства суднобудівної промисловості СРСР.
З 1962 року — персональний пенсіонер у Києві.

## Нагороди
- два ордени Трудового Червоного Прапора (23.01.1948,)
- орден «Знак Пошани» (5.08.1944)
- медалі